# 白井岳 (北海道)
白井岳（しらいだけ）は北海道札幌市南区定山渓にある山である。標高1,301.3メートル。近隣の余市岳・朝里岳と合わせて「余市三山」と称される。
山名は、南斜面から白井川の源流のひとつである右股川が発していることに由来する。
山体は溶岩ドームの中心部にあたる。東側には岩壁が連続しており、北東に向けて岩脈と思われる尾根が3キロメートル、股下山のすぐ西まで延びている。
かつてはヘルヴェチア・ヒュッテから尾根をたどる登山道があったが、いつしか消え去った。